# Ermelinda De Felice
Ermelinda De Felice (Napoli, 12 febbraio 1915 – Monte Porzio Catone, 8 gennaio 1981) è stata un'attrice italiana.

## Biografia
Attrice caratterista, ha preso parte a una cinquantina di film, ricoprendo ruoli marginali.
Durante la sua carriera ha partecipato anche a film importanti, diretta da registi quali Marco Ferreri, Lina Wertmüller e Pietro Germi: con quest'ultimo ha girato Serafino (1968), interpretando zia Armida. Uno dei suoi ultimi film è stato La ripetente fa l'occhietto al preside del 1980, dove interpretava una bidella di nome Cesira.

## Filmografia parziale
- È permesso Maresciallo? (Tuppe-tuppe marescià), regia di Carlo Ludovico Bragaglia (1958)
- Tipi da spiaggia, regia di Mario Mattoli (1959)
- Il gobbo, regia di Carlo Lizzani (1960)
- Il segreto dello sparviero nero, regia di Domenico Paolella (1961)
- Il re di Poggioreale, regia di Duilio Coletti (1961)
- Nerone '71, regia di Filippo Walter Ratti (1962)
- Il comandante, regia di Paolo Heusch (1963)
- La donna scimmia, regia di Marco Ferreri (1964)
- La vendetta della signora (The Visit), regia di Bernhard Wicki (1964)
- Veneri al sole, regia di Marino Girolami (1965)
- Una questione d'onore, regia di Luigi Zampa (1965)
- Io, io, io... e gli altri, regia di Alessandro Blasetti (1966)
- Due mafiosi contro Al Capone, regia di Giorgio Simonelli (1966)
- Europa canta, regia di José Luis Merino (1966)
- 10.000 dollari per un massacro, regia di Romolo Guerrieri (1966)
- Ischia operazione amore, regia di Vittorio Sala (1966)
- Il fischio al naso, regia di Ugo Tognazzi (1967)
- Serafino, regia di Pietro Germi (1968)
- Colpo grosso alla napoletana (The Biggest Bundle of Them All), regia di Ken Annakin (1968)
- Satyricon, regia di Gian Luigi Polidoro (1969)
- Se è martedì deve essere il Belgio (If It's Tuesday, This Must Be Belgium), regia di Mel Stuart (1969)
- La virtù sdraiata (The Appointment), regia di Sidney Lumet (1969)
- Così dolce... così perversa, regia di Umberto Lenzi (1969)
- Sono Sartana, il vostro becchino, regia di Giuliano Carnimeo (1969)
- Colpiscono senza pietà (Pulp), regia di Mike Hodges (1972)
- Il tuo vizio è una stanza chiusa e solo io ne ho la chiave, regia di Sergio Martino (1972)
- Sotto a chi tocca!, regia di Gianfranco Parolini (1972)
- Anche se volessi lavorare, che faccio?, regia di Flavio Mogherini (1972)
- Quel gran pezzo dell'Ubalda tutta nuda e tutta calda, regia di Mariano Laurenti (1972)
- I corpi presentano tracce di violenza carnale, regia di Sergio Martino (1973)
- Anche gli angeli mangiano fagioli, regia di Enzo Barboni (1973)
- Il re della mala (Zinksärge für die Goldjungen), regia di Jurgen Roland (1973)
- Il gatto mammone, regia di Nando Cicero (1975)
- Pasqualino Settebellezze, regia di Lina Wertmüller (1975)
- Il cinico, l'infame, il violento, regia di Umberto Lenzi (1977)
- La compagna di banco, regia di Mariano Laurenti (1977)
- Il grande attacco, regia di Umberto Lenzi (1978)
- La liceale nella classe dei ripetenti, regia di Mariano Laurenti (1978)
- L'infermiera nella corsia dei militari, regia di Mariano Laurenti (1979)
- L'infermiera di notte, regia di Mariano Laurenti (1979)
- La ripetente fa l'occhietto al preside, regia di Mariano Laurenti (1980)
- Il ficcanaso, regia di Bruno Corbucci (1981)

## Doppiatrici
Di seguito le attrici che doppiarono Ermelinda De Felice in determinati film:
- Maria Saccenti in La donna scimmia
- Lydia Simoneschi in Il segreto dello Sparviero Nero
- Franca Dominici in Il tuo vizio è una stanza chiusa e solo io ne ho la chiave